# 숨바섬
숨바섬(인도네시아어: Pulau Sumba)은 인도네시아 소순다 열도 중부에 있는 섬이다. 면적은 11,153 km2, 인구는 685,186명(2010년)이다.